# Fischer Whisperfan
Der Fischer Whisperfan 6 wurde als sechssitziges Reiseflugzeug von Hanno Fischer in den achtziger Jahren bei Rhein-Flugzeugbau (RFB) als vergrößertes Nachfolgemuster für den Rhein-Flugzeugbau Fanliner konzipiert und später bei Fischer Flugmechanik weiterentwickelt. Der geplante Bau eines Prototyps scheiterte an der Insolvenz von RFB im Jahr 1994.

## Geschichte
Für den Whisperfan entwickelte Hanno Fischer ein vollständig neues Mantelschraubensystem, mit dem die Lärmproblematik der Vorgängermuster beseitigt werden sollte. Fischer entwickelte dazu bei Rhein-Flugzeugbau schon Mitte der achtziger Jahre einen neuen lärmabsorbierenden Mantel, der am Flugzeug so angeordnet werden sollte, dass die Tragflächen als zusätzliche Lärmschutzwand nach unten verwendet werden konnten. Gemeinsam mit Karl-Heinz Gronau beschäftigte sich Fischer außerdem mit der Frage der Formgebung der Fan-Blätter unter Lärmaspekten. Daraus entstand der sogenannte Türkensäbel-Fan, bei dem das Luftschraubenblatt in Form eines Türkensäbels gebogen war. Der neugestaltete Mantelschraubenantrieb erhielt die Bezeichnung Whisper-Fan.

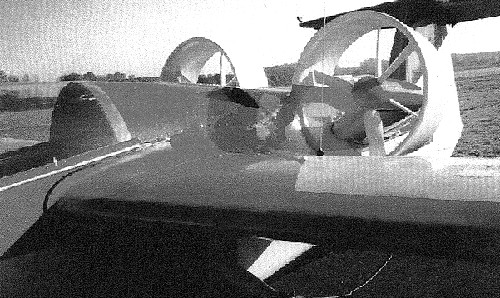
Rhein-Westflug RW-3M als Versuchsträger für Whisper-Fan

Da bei Rhein-Flugzeugbau Ende der achtziger Jahre keine Mittel für die prototypentechnische Erprobung zur Verfügung standen, führte Hanno Fischer die praktische Nachweisführung für den Whisper-Fan in seinem Ingenieurbüro Fischer Flugmechanik durch. Als Versuchsträger wurde der 40 Jahre alte Rhein-Westflug RWF RW-3 Prototyp D-EKUM verwendet, der einen noch bei RFB vorhandenen Wankelmotor KM871 erhielt. Zwei Whisper-Fans, die rechts und links des Rumpfhecks angeordnet wurden, ersetzten die frühere Spaltschraube im Leitwerk. Anfang der neunziger Jahre konnte mit der so modifizierten RW-3M bei verdoppelter Motorleistung eine Lärmreduzierung um fast 20 % infolge des Whisper-Fans nachgewiesen werden.
Nach Abschluss der Entwicklung des Whisper-Fans entstand bei Fischer Flugmechanik der Entwurf eines gleichnamigen Reiseflugzeugs für sechs Personen mit einem Whisper-Fan-Antrieb. Der Entwurf des sechssitzigen Whisperfans beinhaltete sämtliche Technologie-Elemente, die Hanno Fischer beginnend mit der Fischer-Boretzki FiBo 2 im Jahr 1952 in vierzig Jahren entwickelt und optimiert hatte.

## Konstruktion
Strukturell entspricht der Fischer Whisperfan seinen Vorgängern Fanliner und Fantrainer mit einer tragenden Metallstruktur. Verkleidungen und Steuerflächen sind in GFK-Bauweise ausgeführt. Das Heck besteht aus einer Metallschale. Fischer sieht verschiedene Motorisierungsoptionen für ein bis zwei Motore vor, die hinter der Kabine im Rumpf angeordnet sind und über Fernwellen die beiden Whisper-Fans am hinteren Ende der Tragfläche im Übergang zum Rumpf antreiben. Der Kabinenentwurf des Whisperfans erinnert an die Auslegung der Rhein-Flugzeugbau RF1 aus dem Jahr 1960 mit einer über die gesamte Kabinenlänge hochklappbaren Seitentür. Erstmals verwendet Fischer beim Whisperfan auch einen Canard-Flügel.

## Varianten
- Fischer Whisperfan 6 – sechssitzige Landversion von 1992
- Fischer Whisper-Whale – Seevariante auf zwei Schwimmern von 2003
- RFB Fanliner FL-5 – geplante Serienvariante des Whisperfan bei Rhein-Flugzeugbau

## Vermarktung
Der geplante Bau eines Prototyps sollte über Fördermittel aus Lärmschutzprogrammen finanziert werden. Mit dem Bau des Prototyps beauftragte Fischer Flugmechanik den RFB-Betrieb in Mönchengladbach, bei dem auch eine spätere Serienfertigung unter der Bezeichnung Fanliner FL-5 beabsichtigt war. Nach der Insolvenz von Rhein-Flugzeugbau konzentrierte sich Fischer Flugmechanik zunächst auf den Aufbau eines Herstellerbetriebs für die Bodeneffektfahrzeuge Airfish AF-3. Erst im Sommer 2003 beschäftigte sich Hanno Fischer wieder mit dem Whisperfan, nachdem John Schwanenberg Interesse am Serienbau einer seebasierten Variante des Whisperfan auf dem Flugplatz Brandenburg-Briest signalisiert hatte. Fischer überführte den Whisperfan daraufhin in eine Schwimmerversion unter der Bezeichnung Whisper-Whale, während sich Schwanenberg beim Land Brandenburg um Fördermittel zum Aufbau eines Flugzeugbaubetriebs bemühte. Die langwierigen Bemühungen endeten 2009 mit der Schließung des Flughafens Brandenburg-Briest.

## Technische Daten
| Kenngröße             | Whisperfan | Whisper-Whale |
| --------------------- | --- | ------------- |
| Besatzung             | 6 | 6             |
| Länge                 | 9,00 m | 9,00 m        |
| Spannweite            | 12,00 m | 12,00 m       |
| Höhe                  | 2,62 m | 2,62 m        |
| Flügelfläche          | 17,80 m² | 17,80 m²      |
| max. Startmasse       | 2140 kg | 2477 kg       |
| Höchstgeschwindigkeit | 318 km/h | 241 km/h      |
| Reichweite            | 2304 km | 1500 km       |
| Triebwerke            | 2 × 210 PS Lycoming IO-360 2 × 200 PS Mazda Wankel 1 × 425 PS Lycoming TIGO-541E 1 × 375 PS Continental GTSIO-520 |               |